# Soledad Rosas
María Soledad Rosas, née le 23 mai 1974 à Buenos Aires (Argentine) et morte le 11 juillet 1998 à Turin (Italie), est une militante anarchiste argentine et membre d'un mouvement italien connu comme squatters, occupants d'immeubles abandonnés.
Elle est arrêtée pour éco-terrorisme pour une série d'attentats contre des projets de trains à grande vitesse en Italie. Quand les attentats ont eu lieu, Rosas ne réside pourtant pas encore en Italie.
Elle descend du militaire et gouverneur argentin Juan Manuel de Rosas, qui a eu une fille appelée Fénix Rosas avec une indigène.

## Biographie
María Soledad Rosas naît le 23 mai 1974. Son père Luis Rosas sous-officier a épousé sa mère Marta Rey de Rosas en janvier 1970. Maria Soledad a une sœur María Gabriela Rosas, née le 29 novembre 1972.
Après des études en hôtellerie ses parents lui offrent un voyage en Italie en 1997. À la recherche d'un endroit pour passer la nuit, elle s'arrête à El Asilo, un immeuble occupé par des squatters anarchistes. Elle s'adapte très vite au mode de vie des anarchistes italiens. C'est dans ce squat qu'elle fait la connaissance de son petit-ami Edoardo Massari. Cependant, elle épouse Luca Bruno pour obtenir la citoyenneté italienne, Elle ne s'est pas mariée avec Massari, car celui-ci était sans domicile.
Elle est placée après son arrestation dans une prison de haute sécurité près de son petit-ami Edoardo Massari et de leur ami Silvano Pelissero. Leur arrestation a été marquée par de nombreuses manipulations, notamment la publication de conversations pour tenter de rattacher Soledad Rosas, Edoardo Massari et Silvano Pelissero à l'organisation Los Lobos Grises, auteur des attentats contre le train à grande vitesse.
Soledad Rosas se suicide dans sa salle de bain dans une petite ferme où elle a été assignée à résidence.

## Dans la culture populaire
Le groupe She-Devils (en) lui a dédié une chanson intitulée L'ultimo gesto di liberazione.
La chanson ¡Esto es to-to-todo, amigos! de l'album Último Bondi a Finisterre du groupe de rock argentin Patricio Rey y sus Redonditos de Ricota dit : « La Sole se fue de lo linda que era ».
Le groupe de jazz-rock GueRRRa a enregistré une chanson intitulée Maria Soledad Rosas, sur son album Soprusi.